# Exposición Internacional del Centenario de la Independencia de Brasil
La Exposición Internacional del Centenario de la Independencia fue una exposición realizada en Río de Janeiro, Brasil, entre 1922 y 1923 en conmemoración del centenario de la independencia de ese país. Inició el 7 de septiembre, día del Grito de Ipiranga, y se previó que terminaría en el mes de marzo del año siguiente sin embargo, como algunas construcciones sólo quedaron listos luego de la inauguración de la exposición, su fin fue en julio de 1923, mes del centenario de la independencia de Brasil en Bahía. Fue la exposición internacional más grande realizada hasta hoy en tierras brasileñas, llegando a ser un gran proyecto de modernización, renovación y revitalización de las artes y la tecnologías brasileñas. Como parte de la exposición, se inaugruó el 11 de octubre de 1922, el Museo Histórico Nacional.

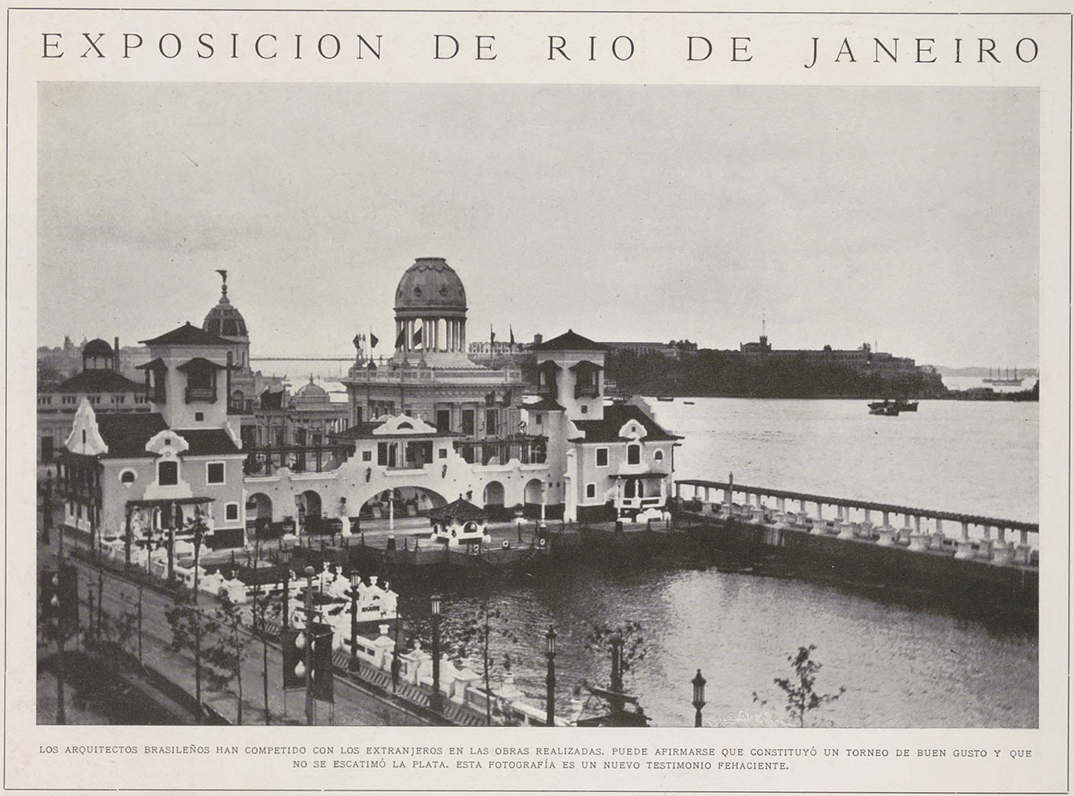
Exposición de Río de Janeiro en la revista argentina Plus Ultra de mayo de 1923.

El delegado general del evento fue el político mineiro Antônio Olinto dos Santos Pires.